# Macarophaeus
Genre
Macarophaeus est un genre d'araignées aranéomorphes de la famille des Gnaphosidae.

## Distribution
Les espèces de ce genre se rencontrent en Espagne aux îles Canaries et au Portugal à Madère.

## Liste des espèces
Selon World Spider Catalog (version 17.5, 29/12/2016) :
- Macarophaeus cultior (Kulczyński, 1899)
- Macarophaeus insignis Wunderlich, 2011
- Macarophaeus varius (Simon, 1893)

## Publication originale
- Wunderlich, 2011 : Extant and fossil spiders (Araneae). Beiträge zur Araneologie, vol. 6, p. 1-640.